# "Awaken, My Love!"
"Awaken, My Love!" (en español "¡Despierta, amor mío!") es el tercer álbum de estudio del artista estadounidense Donald Glover, bajo su nombre artístico Childish Gambino. Fue lanzado por Glassnote Records el 2 de diciembre de 2016. Su combinación de influencias de soul psicodélico, funk y R&B, que consta de temas cantados, en lugar de rapeados, se consideró una desviación audaz del estilo predominantemente hip hop de su trabajo anterior. El álbum fue producido por Glover y su colaborador frecuente, Ludwig Göransson.
"Awaken, My Love!" recibió críticas generalmente positivas de los críticos y debutó en el número cinco del Billboard 200 de Estados Unidos. El álbum fue apoyado por tres sencillos: «Me and Your Mama», «Redbone» y «Terrified». Recibió nominaciones a los premios Grammy como Álbum del Año y Mejor Álbum Urbano Contemporáneo en los Premios Grammy 2018. El sencillo «Redbone» también obtuvo nominaciones a Grabación del año, Mejor canción de R&B y ganó el premio Grammy a la Mejor interpretación de R&amp;B tradicional.

## Contexto
El 17 de junio de 2016, después de una pausa en las redes sociales, Glover tuiteó «pharos.earth», un enlace para descargar su nueva aplicación. La propia aplicación colocaba al usuario en el espacio exterior mirando un pequeño planeta azul mientras un reloj contaba atrás hasta cero y el usuario caía desde el espacio, situándose en un mapa ubicado en Joshua Tree, California. Después, la aplicación mostraba las fechas de sus próximas actuaciones en Joshua Tree, donde el usuario también podía comprar entradas. Del 3 al 5 de septiembre, casi tres meses antes del lanzamiento de su álbum, Glover realizó tres conciertos en Joshua Tree para el debut del álbum. Glover llevaba pintura que brillaba en la oscuridad en sus trenzas y una falda rosa y amarilla, y sus compañeros de banda vestían atuendos similares. Interpretó once canciones durante el concierto con un estilo más funk / jazz, sin rapear tanto. 

## Portada
La portada de "Awaken, My Love!" presenta una fotografía de la directora creativa Ibra Ake, en la que la modelo Giannina Oteto lleva un tocado diseñado por Laura Wass.  Antes del lanzamiento del álbum, la portada se incluyó como un huevo de Pascua en el episodio Juneteenth de la serie Atlanta de Glover para FX. La portada también es un guiño a la portada del álbum Maggot Brain de Funkadelic de 1971.
Durante años, Oteto ha acusado a Glover y a su equipo de evitar el contacto legal para recibir el pago por su contribución al proyecto, diciendo: «Recibimos salarios bajos. Prometieron beneficios residuales. Pero nunca recibimos nada... Después de años de mentiras y silencio y luego descubrir complicaciones sobre el plazo de prescripción... ha sido algo agotador, emocional y, en general, triste lidiar con eso. Me costó mucho, especialmente el hecho de que todos trabajamos en ello con tanto amor y estando orgullosos de representar a artistas negros. Todas los reclamos de mis abogados han sido ignorados por (Childish Gambino) y su equipo #agridulce».

## Sencillos
«Me and Your Mama» se lanzó como sencillo principal del álbum en la radio Beats 1 y en iTunes Store el 10 de noviembre de 2016,   mientras que «Redbone» se lanzó una semana después y se estrenó en Hottest Record de Annie Mac en BBC Radio 1.  El 19 de septiembre de 2017 «Terrified» fue lanzado a la radio urbana contemporánea como tercer sencillo del álbum.

## Recepción crítica
"Awaken, My Love!" recibió críticas generalmente positivas. En Metacritic, que asigna una calificación normalizada sobre 100 a las reseñas de publicaciones profesionales, el álbum recibió una puntuación promedio de 77, basada en 25 reseñas. AnyDecentMusic? le dio un 7,4 sobre 10, según su valoración del consenso crítico. 
Perry Kostidakis de FSView &amp; Florida Flambeau escribió que «con cada álbum sucesivo, Childish Gambino ha mostrado un crecimiento fenomenal, pero no más que en su último lanzamiento. Resueltamente ambicioso y audazmente diferente, "Awaken, My Love!" recuerda los sonidos y temas del movimiento funkadélico de la década de 1970 para proporcionar una experiencia musical totalmente original, emocional e inmersiva» con Gwilym Mumford de The Guardian añadiendo «sólo las limitaciones de su voz ocasionalmente lo decepcionan: no tiene el rango para llegar a las líneas vocales más ostentosas de Awaken. Aún así, es una queja menor cuando hay tanto aquí para disfrutar».  Jon Pareles de The New York Times dijo: «Es a la vez un homenaje y una parodia, igualmente consciente de los excesos y las glorias de esa época, de la forma en que el R&B más memorable de los años 70 fusionó sensualidad, activismo, humor, dureza, extravagancia y futurismo, raíces del alma, excentricidad salvaje y espíritu comunitario utópico. Ese es un listón extremadamente alto, pero en el mejor de los casos, "Awaken My Love!" recuerda muchas de esas virtudes».
Vice describió negativamente el álbum como «puro cosplay Funkadelic». El crítico Robert Christgau consideró el álbum como «una pieza de P-Funk retro romántico seriamente sobrevalorada que debe su nominación al Grammy a Atlanta».

## Desempeño comercial
"Awaken, My Love!" debutó en el número cinco del Billboard 200 de EE. UU. con 101.000 unidades equivalentes a álbumes, marcando el tercer debut más alto de la semana. Fue el cuarto álbum más vendido de la semana, vendiendo 72.000 copias según Nielsen SoundScan. El álbum también fue reproducido 41,5 millones de veces en la primera semana. Es el álbum de Glover con las listas más altas. Al 28 de diciembre de 2016, el álbum había vendido 151.000 unidades equivalentes a álbumes, de los cuales 100.000 fueron ventas de álbumes físicos. El 27 de septiembre de 2018, el álbum fue certificado platino por la Recording Industry Association of America (RIAA) por ventas combinadas, streaming y ventas de pistas equivalentes a un millón de unidades en los Estados Unidos. 

## Canciones
| "Awaken, My Love!" track listing |                                  |             |          |  |
| N.º                              | Título                           | Producer(s) | Duración |  |
| 1.                               | «Me and Your Mama»               |             | 6:19     |  |
| 2.                               | «Have Some Love»                 | Glover      | 3:44     |  |
| 3.                               | «Boogieman»                      |             | 3:36     |  |
| 4.                               | «Zombies»                        |             | 4:41     |  |
| 5.                               | «Riot»                           | Glover      | 2:05     |  |
| 6.                               | «Redbone»                        |             | 5:26     |  |
| 7.                               | «California»                     |             | 2:45     |  |
| 8.                               | «Terrified»                      |             | 4:15     |  |
| 9.                               | «Baby Boy»                       |             | 6:22     |  |
| 10.                              | «The Night Me and Your Mama Met» | Glover      | 3:34     |  |
| 11.                              | «Stand Tall»                     |             | 6:10     |  |

## Personal
Créditos adaptados de las notas del álbum. 
Músicos
 
- Donald Glover – vocales (en todas los temas, exc. 10), percusión (1–4, 7, 8), batería (6), glockenspiel (6, 8, 10), botellas (7)
- Ludwig Göransson – bajo (1–3, 6, 7, 9–11), guitarra (1, 3, 4, 6–8, 11), sintetizadores (1, 2, 6), Rhodes (3, 6, 11), Wurlitzer (6, 7, 9), drum programming (3, 8), mellotron (3), synth bass y harpsichord (4), cello banjo (6), órgano, percusión and botellas (7), synth programming y vocales (8)
- Chris Hartz – batería (1, 2, 4, 7, 9), bajo eléctrico y Rhodes (4), percusión (7)
- Ray Suen – guitarra (1, 4, 7, 8, 9), synth FX y piano (4)
- Brent Jones y the Best Life Singers – coros (1, 2, 4, 10, 11)
- Lynette Williams – órgano B3 (1, 2, 9), clavinet (9)
- Zac Rae – moog synthesizer (1, 5, 8), órgano B3 (1, 8)
- Per Gunnar Juliusson – Rhodes (1, 8), piano (1)
- Thomas Drayton – bajo eléctrico (1, 8)
- Black Party – drum programming (1)
- Sam Sugarman – guitarra (2)
- Kari Faux – vocales adicionales (4)
- Sofia Hoops – vocales adicionales (5)
- JD McCrary – boy soloist (8)
- Gary Clark Jr. – guitarra (10)
- Julie Burkert y Steve Kujala – flauta (11)
- Dan Higgins y Phil O'Connor – clarinete (11)
- Thomas Parish – arreglos de vientos (11)

Producción
 
- Donald Glover – producción
- Ludwig Göransson – producción (todas exc. 2, 5, 10), producción adicional (2, 5), mezcla (3, 11), mizcla adicional (4, 6, 7)
- Gary Clark Jr. – producción (10)
- Ruben Rivera – grabación
- Riley Mackin – grabación, mezcla (1–7, 9–11)
- Bernie Grundman – mastering
- John Armstrong – órgano, teclados, synths y grabación de v-drums (1)
- Bryan Carrigan – grabación de los coros
- Chris Fogel – grabación de la sección de vientos (11)
- Peter Rotter – contratación de la sección de vientos (11)
- Andrew Dawson – mezcla (8)

## Charts
| Chart (2016)                            | Peak position |
| --------------------------------------- | ------------- |
| Australia (ARIA)                        | 9             |
| Bélgica (Ultratop flamenca)             | 76            |
| Canadá (Billboard Canadian Albums)      | 7             |
| Países Bajos (Album Top 100)            | 33            |
| Francia (SNEP)                          | 188           |
| Irlanda (IRMA)                          | 28            |
| Nueva Zelanda (Recorded Music NZ)       | 21            |
| Noruega (VG-lista)                      | 31            |
| Escocia (Scottish Albums Chart)         | 49            |
| Suecia (Sverigetopplistan)              | 54            |
| Suiza (Schweizer Hitparade)             | 89            |
| Reino Unido (UK Albums Chart)           | 34            |
| Reino Unido (UK R&B Albums)             | 4             |
| Estados Unidos (Billboard 200)          | 5             |
| Estados Unidos (Top R&B/Hip-Hop Albums) | 2             |

| Chart (2017)                          | Position |
| ------------------------------------- | -------- |
| Canadian Albums (Billboard)           | 50       |
| US Billboard 200                      | 32       |
| US Top R&B/Hip-Hop Albums (Billboard) | 20       |

| Chart (2022)              | Position |
| ------------------------- | -------- |
| Lithuanian Albums (AGATA) | 86       |
| US Billboard 200          | 162      |